# Amyloid-assoziierte Bildgebungsanomalien

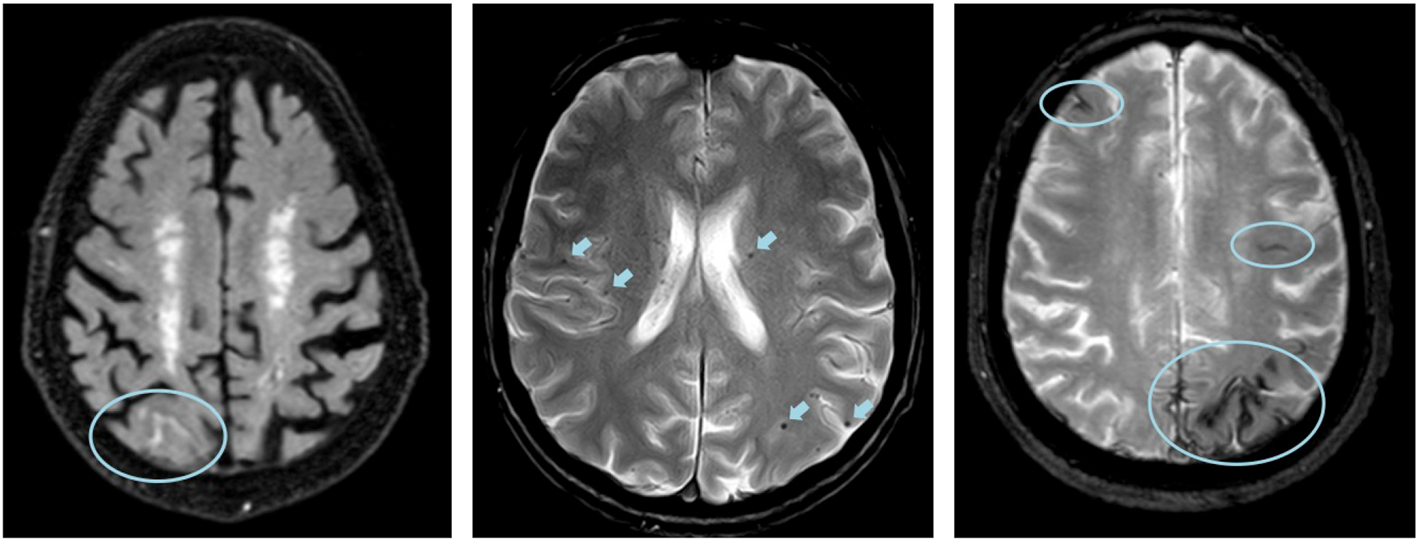
Links: ARIA-E (sulkaler Erguss; FLAIR-Sequenz)
Mitte: ARIA-H (Mikroblutungen; T2*-Wichtung)
Rechts: ARIA-H (oberflächliche Hämosiderinablagerungen; T2*-Wichtung)

Amyloid-assoziierte Bildgebungsanomalien, auch Amyloid-bedingte Bildgebungsanomalien (englisch amyloid-related imaging abnormalities, ARIA), sind Unregelmäßigkeiten (Anomalien) auf MRT-Bildern, die vor allem bei einer Alzheimer-Therapie mit Anti-β-Amyloid-Antikörpern auftreten. Sie werden durch Flüssigkeitsansammlungen (ARIA-E) oder kleine Blutungen (ARIA-H) im Gehirn verursacht. Sie werden von Betroffenen meist nicht bemerkt, können jedoch auch schwere Symptome verursachen.

## Häufigkeit
ARIA treten meist bei Einleitung oder Umstellung einer Anti-Aβ-Therapie auf. Bei dieser Therapie werden monoklonale Antikörper verabreicht, die sich gegen Beta-Amyloid-Ablagerungen (Aβ) richten. Diese stehen im Verdacht, an der Entstehung der Alzheimer-Krankheit beteiligt zu sein.
Die Inzidenz unterscheidet sich zwischen den verschiedenen Antikörpern. Ein gehäuftes Auftreten wurde erstmals in Studien zu Bapineuzumab berichtet und trat auch bei Aducanumab, Lecanemab und weiteren auf. Eine höhere Dosis steigert das Risiko. Mit Stand 2024 handelt es sich bei diesen Medikamenten um einen der wichtigsten Forschungsbereiche in der Alzheimertherapie. ARIA waren in mehreren Fällen mitursächlich für den Abbruch klinischer Studien. ARIA waren zudem einer der Hauptgründe für die Nichtzulassung von Aducanumab.
Individuelle Risikofaktoren sind unter anderem stattgehabte Mikroblutungen, die Menge von Aβ-Ablagerungen in den Blutgefäßen (zerebrale Amyloidangiopathie) und ein höheres Alter. Träger des ApoE4-Gens sind besonders häufig von ARIA betroffen. Diese Personen haben ein erhöhtes Alzheimer-Risiko und stellen damit eine Hauptzielgruppe der Anti-Aβ-Therapien dar. Bei einer parallelen Behandlung mit Thrombozytenaggregationshemmern oder Antikoagulantien („Blutverdünner“) ist das ARIA-H-Risiko erhöht.
ARIA treten auch außerhalb von Anti-Aβ-Therapien auf, vor allem im Rahmen der zerebralen Amyloidangiopathie. Von Alzheimer-Betroffenen, die nie mit Anti-Aβ-Antikörpern behandelt wurden, weisen unter 1 % ARIA-E auf, während die Prävalenz von ARIA-H je nach Studie zwischen 9 und 33 Prozent liegt. Insbesondere ARIA-H werden mit höherem Alter unabhängig von einer Anti-Aβ-Therapie deutlich häufiger.

## Pathophysiologie
Im Rahmen der Alzheimererkrankung kommt es zu Ablagerungen von Beta-Amyloid-Plaques im Gehirn. Ob diese für die Erkrankung ursächlich oder lediglich eine Begleiterscheinung sind wird kontrovers diskutiert. Neben der Ablagerung zwischen den Nervenzellen kommt es auch zu Einlagerungen in die Wände von Blutgefäßen, einer zerebralen Amyloidangiopathie. Vermutlich verursachen die Anti-Aβ-Antikörper einen Entzündungsprozess in den betroffenen Blutgefäßen, wodurch deren Wände geschädigt werden. In der Folge kommt es durch eine erhöhte Durchlässigkeit der Blut-Hirn-Schranke zum Austritt von Häm-Verbindungen und/oder geringen Blutmengen (ARIA-H) und/oder proteinreicher Flüssigkeit (ARIA-E).

## Formen

### ARIA-E
Bei ARIA-E (von englisch edema/effusion) kommt es zu Ansammlungen proteinhaltiger Flüssigkeiten. Diese können sich zwischen den Zellen den Gehirns (Hirnödem) oder in den Zwischenräumen der Hirnhäute (leptomeningealer bzw. subpialer Erguss) ansammeln. Letztere treten meist im Bereich der Gräben (lateinisch Sulci, Einzahl Sulcus) zwischen den Hirnwindungen auf (sulkaler Erguss). Veränderungen an einer Stelle werden als unifokale ARIA-E bezeichnet, Veränderungen an mehreren Stellen als multifokale ARIA-E.
In der FLAIR-Sequenz zeigen sich diese Veränderungen hyperintens („hell“), ohne Kontrastmittelaufnahme und meist einseitig. In Abgrenzung zum zytotoxischen Ödem zeigen sich keine Einschränkungen in der Durchblutung.

### ARIA-H
Bei ARIA-H (von englisch hemorrhage) kommt es zu Blutungen (Hämorrhagien) und/oder oberflächlichen Ablagerungen von Hämosiderin, was ebenfalls ein Anzeichen für stattgehabte Blutungen ist. Die Blutungen haben meist wenige Millimeter Durchmesser, selten kann es jedoch auch zu größeren Hirnblutungen kommen. Sie sind neben der Schädigung der Gefäßwand vermutlich auch Folge der Risse kleinster Blutgefäße, deren Inhalt bei Mikroblutungen in das Gewebe und bei oberflächlichen Hämosiderinablagerungen zwischen die Hirnhäute austritt.
In der T2*-Wichtung zeigen sich die betroffenen Areale hypointens („dunkel“). Die oberflächlichen Hämosiderinablagerungen bilden Bögen entlang der Oberfläche des Gehirns.

## Diagnostik
Da es sich um subtile Veränderungen handelt, werden leistungsstarke Magnetresonanztomographen (MRTs) mit mindestens 1,5 Tesla Flussdichte empfohlen. Es gibt radiologische Kriterien, um verschiedene Schweregrade zu unterscheiden.
| Typ                                         | Leicht            | Mittel                         | Schwer                        |
| ------------------------------------------- | ----------------- | ------------------------------ | ----------------------------- |
| ARIA-E                                      | ⌀ <5 cm Unifokal  | ⌀ 5–10 cm Uni- oder Multifokal | ⌀ >10 cm Uni- oder Multifokal |
| ARIA-H Mikrohämorrhagien                    | ≤4 neue Blutungen | 5–9 neue Blutungen             | ≥10 neue Blutungen            |
| ARIA-H oberflächliche Hämosiderinablagerung | 1 Areal           | 2 Areale                       | ≥3 Areale                     |

## Symptome
Die Veränderungen treten meist zu Therapiebeginn auf und verursachen in den meisten Fällen keine Symptome.
Bei schwerer Formen von ARIA-E kann es zu starken Schwellungen kommen, die auf umliegende Bereiche des Gehirns drücken. Dies äußert sich häufig in Kopfschmerzen, Verwirrungszuständen, Übelkeit, Sehstörungen und Gangunsicherheiten.

## Behandlung
In erstmaligen, asymptomatischen, leichten oder mittleren Fällen kann eine Therapiefortsetzung unter regelmäßigen MRT-Kontrollen möglich sein. Bei schweren oder wiederholten ARIA sollte die Therapie abgebrochen werden.
Bei ARIA-E kann durch Absetzen der Anti-Aβ-Therapie meist innerhalb von Wochen oder Monaten eine vollständige Rückbildung erreicht werden. In schwereren Fällen können Glucocorticoide zur Abschwellung verabreicht werden.